# Teatro Ciego
El teatro ciego o teatro a ciegas es un tipo de representación escénica que se caracteriza por llevarse a cabo en un espacio total y absolutamente oscurecido.
Al estar inmersas en un espacio sin luz, las personas se ven obligadas a percibir la realidad desde otro lugar, con otra magnitud. Este dispositivo se ofrece como un medio que facilita el desarrollo de las capacidades de cada individuo, a la vez que fomenta el trato igualitario y la empatía, destruyendo los preconceptos de la imagen y los efectos negativos que su idealización produce.
La mayoría de los actores que participan en los montajes en la oscuridad son ciegos y disminuidos visuales, aunque no es un teatro "de" o "para" ciegos, sino de y para todos ya que permite el desarrollo de las potencialidades de actores ciegos y aquellos que no lo son. En el Teatro Ciego se borran las diferencias entre las personas, diferencias que son aparentes y que sólo se perciben a través de la vista.

## Compañías que montan teatro en la oscuridad

### Centro Argentino de Teatro Ciego
```

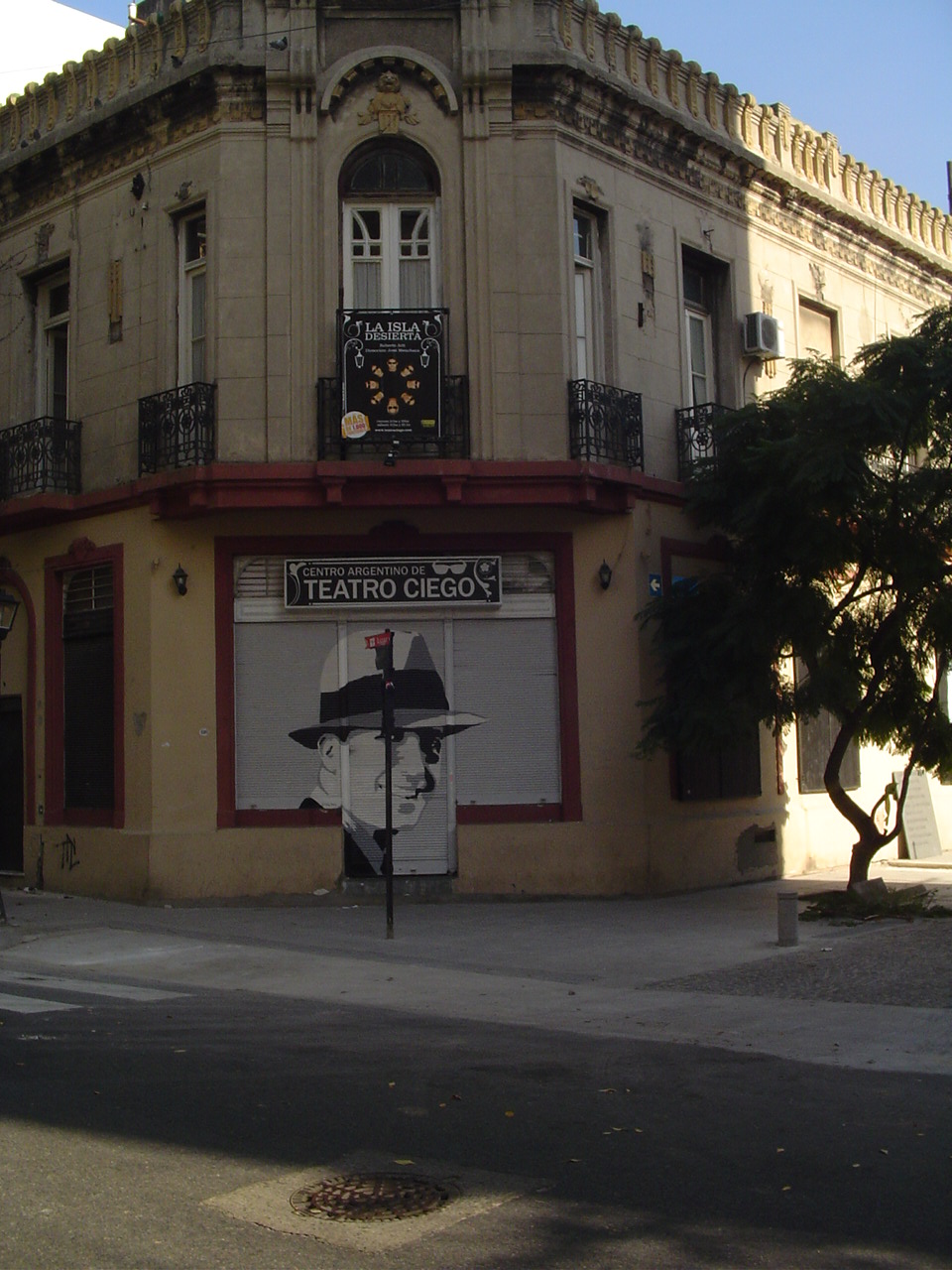
Fachada del Centro Argentino de Teatro Ciego de Buenos Aires, esquina de las calles Zelaya y Jean Jaures.

Bondone, y Gerardo Bentatti fundan el 
Centro Argentino de Teatro Ciego
, convirtiéndose en la primera compañía en Argentina, donde todas las obras y espectáculos allí presentados son realizados en un espacio total y absolutamente oscurecido.
```

Dado que todos los espectáculos se ofrecen en total oscuridad, permiten acercar a las personas con discapacidades visuales e integrarlas plenamente en un ambiente de trabajo y aprendizaje, ya que al no ser necesario el uso del sentido de la vista para su plena realización, la discapacidad virtualmente desaparece, volviéndose indiferente.
Actualmente en el centro no solo se presentan espectáculos a oscuras, sino que también funcionan talleres autogestionados de danza, coros y teatro, buscando desarrollar una estrategia de trabajo en la oscuridad.
- En junio de 2013 son 60 personas las que trabajan en el espacio (50% padecen algún tipo de discapacidad visual)
- Desde su fundación más de 120 mil personas concurrieron a los diferentes espectáculos que ofrece
- Actualmente existen 3 talleres de formación donde concurren unos 60 alumnos
- “Declarado de Interés Cultural y Social por la Honorable Cámara de Diputados de La Nación”.
- “Declarado de interés cultural y social por la Legislatura de la Ciudad Autónoma de Buenos Aires”.
- “Premio ACE 2009 por su acción solidaria y eficaz en contra de los prejuicios”.
- “Premio especial Florencio Sánchez 2010 por su labor teatral".
- "Reconocimiento de la Asociación de Amigos del Teatro Nacional Cervantes, Premios María Guerrero 2010".

#### Historia
La idea de un teatro en la oscuridad o un "Teatro Ciego" o "Teatro a Ciegas" surge en Córdoba (Argentina) en 1991 cuando, Ricardo Sued, inspirado en las técnicas de meditación en la oscuridad practicadas en los templos “Zen” Tibetanos, decide realizar una obra de teatro en total oscuridad. Aun no nacía la denominación Teatro Ciego, y se lo llamaba por otros nombres (Teatro a oscuras, experiencia sensorial, Etc.).
En 1994 se presenta en el teatro “Espacio Giesso” y en el Teatro “Arte” de Belgrano, con un nuevo elenco conformado por actores de Buenos Aires, donde Gerardo Bentatti participa como actor protagónico.
En el año 2001, Gerardo Bentatti, exmiembro del elenco de "Caramelo de Limón" que se presentara en Buenos Aires, convoca a José Menchaca para dirigir una obra de teatro en la oscuridad. De esta forma conforman el grupo “Ojcuro” (haciendo alusión a sus orígenes santafesinos, dado que en esa zona la oscuridad se pronuncia "ojcuridad"). A diferencia del elenco de Caramelo de Limón, este nuevo elenco es conformado en su mayoría por actores ciegos (miembros del grupo de teatro leído de la Biblioteca Argentina para Ciegos) por su habilidad para manejarse en un espacio sin luz. Con estas incorporaciones agregadas por José Menchaca (Actores Ciego y Obra de teatro) nace la denominación TEATRO CIEGO. Un año después y luego de un trabajo colectivo de investigación, donde participaron activamente en la creación de efectos especiales, actores ciegos como Gabriel Griro, Rubén Ronchi, Rosi Griro, Tania García entre otros, el grupo Ojcuro estrena “La isla desierta” de Roberto Arlt dirigida y adaptada por José Menchaca en el “Teatro Anfitrión” , para luego reestrenar en las instalaciones de la “Fundación Konex” donde permanecen en cartel hasta junio de 2008.
El deseo de fomentar la creación de nuevos espectáculos y el desarrollo pleno del dispositivo produjo la necesidad de contar con un espacio propio, es así como el 4 de julio de 2008, Gerardo Bentatti y Martín Bondone deciden encarar el ambicioso proyecto de alquilar un lugar y poner en funcionamiento un el Centro Argentino de Teatro Ciego.
Luego de mucho trabajo y esfuerzo, el 4 de julio de 2008 abre sus puertas el primer teatro ciego del mundo, un espacio donde todos los espectáculos son presentados en la más absoluta oscuridad, buscando el desarrollo cooperativo e igualitario de sus miembros, cuya primera obra en representar fue "La Isla desierta".
A fines de 2009 José Menchaca decide apartarse del Centro Argentino de Teatro Ciego y reestrenar "La Isla Desierta", nuevamente en ciudad cultural Konex.
Ese mismo año nace el Teatro Ciego Argentino, reponiendo "La isla desierta" en las instalaciones del CCKonex y cuenta con numerosas actividades y obras de teatro. Y fundamentalmente seguir respetando la idea de trabajo artístico de cooperativa y que todas las partes sean iguales.

#### Obras de teatro
- "La isla desierta" Primera obra de Teatro Ciego
- "Quiroga y la selva iluminada" Primera obra para chicos con títeres lumínicos
- "Primera parada (un viaje Flamenco)" obra de teatro musical

#### Grupo Ojcuro

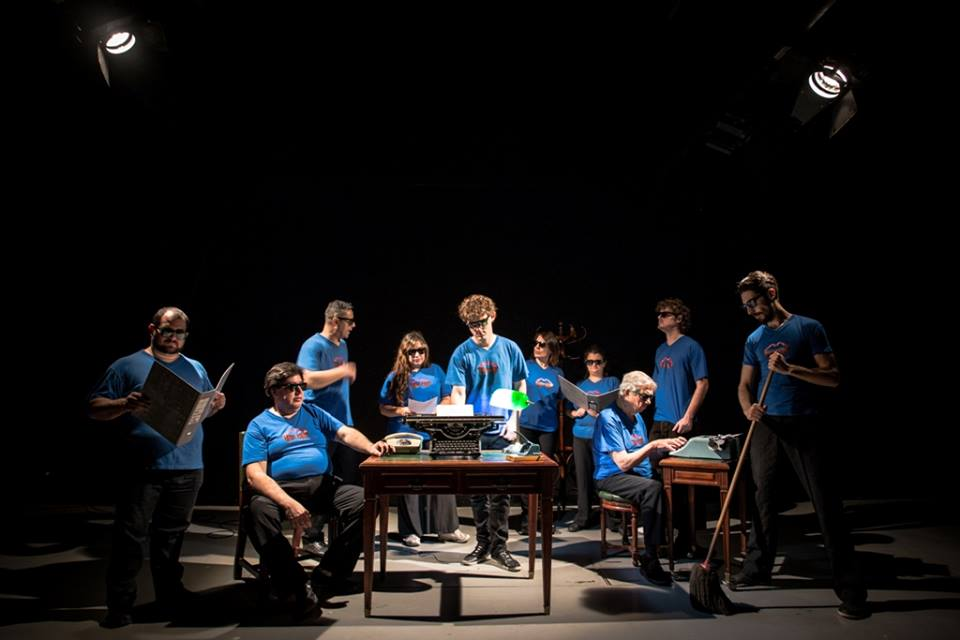
grupo Ojcuro

El Grupo Ojcuro tiene sus comienzos a principios del año 2000, Gerardo Bentatti inspirado por su experiencia como actor en la obra "Caramelo de Limón" convoca a José Menchaca (quien es el director y adaptó para teatro ciego "La Isla desierta").
En el año 2001, Gerardo Bentatti exmiembro del elenco de "Caramelo de Limón" y José Menchaca que se presentara en Buenos Aires, conforma el grupo “Ojcuro” (haciendo alusión a sus orígenes santafesinos, dado que en esa zona la oscuridad se pronuncia "ojcuridad"). A diferencia del elenco de "Caramelo de Limón", este nuevo elenco es conformado en su mayoría por actores ciegos (miembros del grupo de teatro leído de la Biblioteca Argentina para Ciegos) por su habilidad para manejarse en un espacio sin luz.
En aquella primera etapa se le ocurre a José Menchaca incorporar actores ciegos y hacer una obra de teatro y no un relato a oscuras como era "Caramelo de limón". Con estos 2 elementos fundamentales, Y es así que "La isla desierta" de José Menchaca es la primera obra de "Teatro Ciego" del mundo con gira por el interior y exterior del país, convirtiendo así también en la primera obra con esta característica de ámbito internacional.

#### Actividades
- Talleres
- seminarios
- Workshop

Paralelamente, la mayoría de los actores que originalmente comenzaron en 2001 siguen hoy trabajando en el Centro Argentino de Teatro Ciego (Gabriel Griro, Rubén Ronchi, Gerardo Bentatti, Rosi Griro). Desde el 2008 a la fecha son 8 los espectáculos que se representan en el Centro Argentino de Teatro Ciego.
En las instalaciones del Centro Argentino de Teatro Ciego, ubicado en la calle zelaya 3006, barrio de abasto, se presentan obras de distintos géneros, como:
- "A Ciegas Gourmet", un espectáculo musical gourmet en total oscuridad.
- "Luces de Libertad" obra teatral ambientada en la argentina de 1810,
- Stereotipos a ciegas, Un radio teatro de humor improvisado.
- El Crucero de los sutiens" una parodia musical
- Babilonia FX" un policial a oscuras
- El Infinito silencio" un drama familiar
- Además de numerosos espectáculos musicales y teatrales.

En el Centro Argentino de Teatro Ciego, trabajan aproximadamente 60 personas de las cuales un 50% padece algún tipo de discapacidad visual.

#### Escuela
En el Centro Argentino de Teatro Ciego, se dictan diferentes talleres de formación cultural, siendo la primera escuela en el mundo que desarrolla dicha actividad.
Alumnos ciegos y disminuidos visuales pueden adquirir conocimientos artísticos de diferentes disciplinas como Teatro, Tango, y creación coral. En forma totalmente gratuita.

## Obras de Teatro en oscuridad

### La Isla Desierta
A partir de una experiencia como actor en la obra “Caramelo de limón” dirigida por Ricardo Sued, Gerardo Bentatti, quien fuera el protagonista de la versión que se presentara en Buenos Aires, convoca a José Menchaca para adaptar un texto de teatro que sea representado en total oscuridad. Es así como se realiza la adaptación de “La isla desierta”, una clásica obra de Roberto Artl. Esta obra escrita en 1936, casi al principio del siglo XX, ofrece una crítica sobre problemas presentes en nuestros días, como ser la automatización de las personas, la rutina laboral y el tedio burocrático.
Después de un año de ensayos y entrenamiento, la obra se estrena el 25 de octubre de 2001 en el teatro Anfitrión, con gran aceptación por parte del público y reconocimiento de la prensa. Al año siguiente, la obra fue seleccionada para representar a la ciudad de Buenos Aires en el Encuentro Nacional de Teatro Breve Otoño Azul, edición 2002. También es elegida por la Fundación Konex para inaugurar la sala de teatro Experimental del Centro cultural Konex, que en lo sucesivo apoyará incondicionalmente al teatro ciego. En el verano de 2003, el Grupo Ojcuro realiza una exitosa temporada en la ciudad de Mar del Plata. También recibe numerosos premios como el Catina Vera, José María VILCHES, y Teatros del Mundo.
“La isla desierta” lleva más de 2.500 (dos mil quinientas) funciones y 400.000 (cuatro cientos mil) espectadores, está en curso su decimoséptima temporada sin interrupción. Además, ha sido declarada de interés cultural por la Legislatura de la ciudad de Buenos Aires. 2012 Declarada de Interés Cultural por el Honorable Senado de La Nación. El usos del dispositivo "Teatro Ciego" ha logrado un lugar dentro del mundo teatral. Por un lado, abrió la puerta a los actores ciegos y convirtió en realidad la palabra inclusión. Pero quizás la mayor innovación es en cada función, mostrarle al público que existen otras formas de sentir, y que a través de la ausencia de luz se enciende la imaginación y todo puede ser posible.